# Емпајер (Охајо)
Емпајер (енгл. Empire) град је у америчкој савезној држави Охајо.

## Демографија
По попису из 2010. године број становника је 299, што је 1 (-0,3%) становника мање него 2000. године.
| Група             | 2000.       | 2010.       |
| Белци             | 289 (96,3%) | 283 (94,6%) |
| Афроамериканци    | 3 (1,0%)    | 8 (2,7%)    |
| Азијати           | 0 (0,0%)    | 0 (0,0%)    |
| Хиспаноамериканци | 4 (1,3%)    | 0 (0,0%)    |
| Укупно            | 300         | 299         |